# Titus Caesernius Macedo

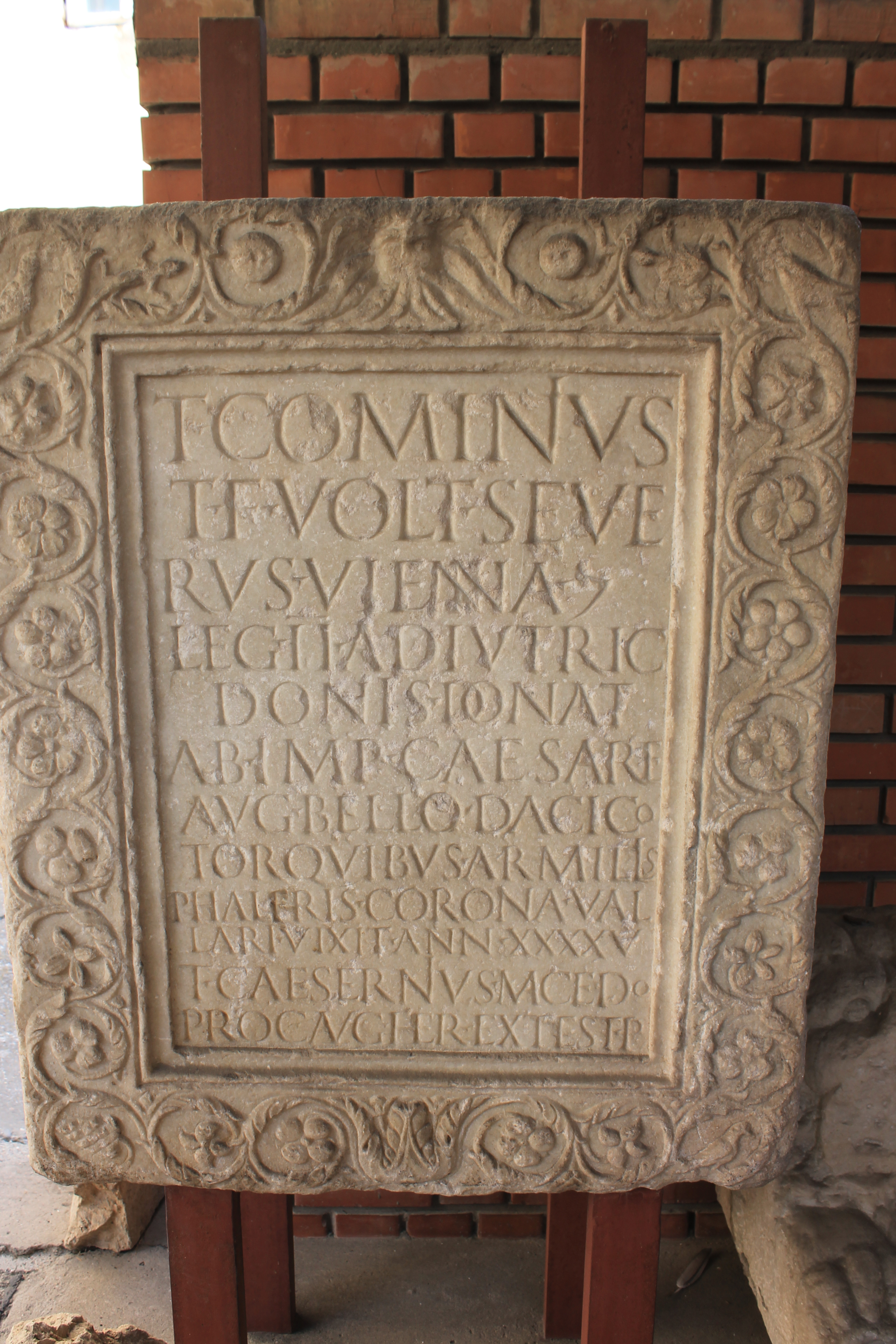
Der Grabstein des Titus Cominius Severus mit der Inschrift

Titus Caesernius Statius Quinctius Macedo war ein römischer Ritter im 1./2. Jahrhundert n. Chr.
Die Familie des Caesernius stammte aus Aquileia. Seine Frau war vermutlich Rutilia Prisca Sabiniana, die Tochter eines Prätors. Caesernius’ Laufbahn ist nur teilweise bekannt. Er ist nach dem Jahr 84 als procurator Augusti belegt und war im Jahr 107 procurator Augusti in Mauretania Caesariensis. Seine Söhne Titus Caesernius Quinctianus und Titus Caesernius Statianus stiegen in den Senatorenstand auf und wurden 138 bzw. 141 Suffektkonsuln.